# Callao (stad)
Callao is een stad en de hoofdplaats van de gelijknamige provincie in de gelijknamige regio van Peru. De stad (Spaans: El Callao) is de op een na grootste stad, alsmede de grootste en belangrijkste haven van Peru. De stad bevindt zich ten westen van Lima, de hoofdstad van Peru, en maakt deel uit van Lima Metropolitana, de metropool die bijna een derde van Peru’s totale aantal inwoners bevat.

## Geschiedenis

### Koloniale periode
Callao werd gesticht in 1537, twee jaar na Lima. Al snel werd de stad een belangrijke haven voor de Spaanse handel op de Grote Oceaan. De oorsprong van de naam, oorspronkelijk Calloa de Lima, is onbekend. Zowel Indiaanse als Spaanse bronnen worden genoemd als inspiratie voor de naam. In elk geval wordt de stad al sinds 1550 bij zijn huidige naam genoemd. Op het hoogtepunt van het Onderkoninkrijk Peru werden bijna alle producten uit Peru, Bolivia en Argentinië over de Andes naar Callao vervoerd, om van daar te worden verscheept naar Panama.

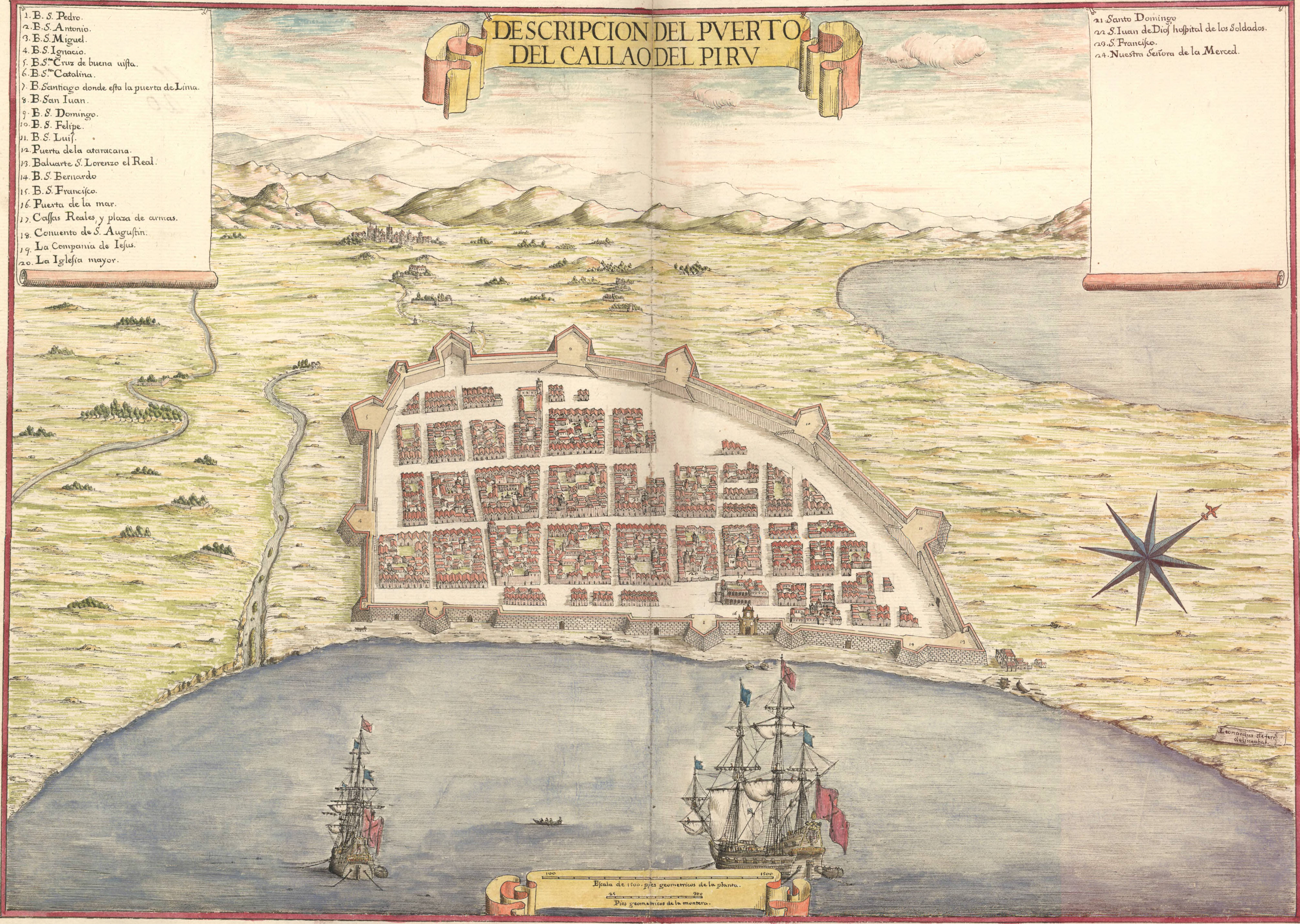
Callao in 1655

#### Nassause Vloot
Jacques L'Hermite (vlootvoogd), Geen Huygen Schapenham (vice-admiraal) en Jan Willemsz. Verschoor (schout-bij-nacht) voeren op de Nassause Vloot richting Callao om het te veroveren. In maart 1624 verliet Verschoor de divisie richting de Amerikaanse kust. Jaques l'Hermite voer naar Juan Fernandez. Verschoor en l'Hermite hergroepeerde en de Nassause vloot viel Callao aan op 12 mei 1624, en verbrandde 30 handelsschepen van de Spanjaarden. Maar de verdediging was niet gebroken. De Spanjaarden sleepten kanonnen naar de kust en ook een tweede aanvalspoging de volgende dag bleek niet succesvol. De burgerij kwam in het geweer en het aantal verdedigers verdubbelde. De scheepsraad besloot tot een blokkade van Callao en hoopt dat er door de schaarste in de stad Lima een opstand zou uitbreken onder de 10.000 slaven. Deze blokkade duurde 2 maanden. Op 2 juni, 1624 stierf Jacques l'Hermite ten gevolge van disenterie. Schapenham werd tot vlootvoogd benoemd en de oudgediende Verschoor tot vice-admiraal. Na de dood van l'Hermite op 2 juni, 1624, weigerde de nieuwe vlootvoogd Schapenham, tegen het dringende advies van Verschoor in, om Callao aan te vallen. Dit had eenvoudig gekund omdat de stad inmiddels ernstig verzwakt en uitgeput was door de aanvallen en de blokkade. Als laatst besloot Schapenham een expeditie om Pisco aan te vallen, maar op 26 augustus was de vloot verdreven.
In 1746 werd de haven van Callao geheel verwoest door een tsunami.

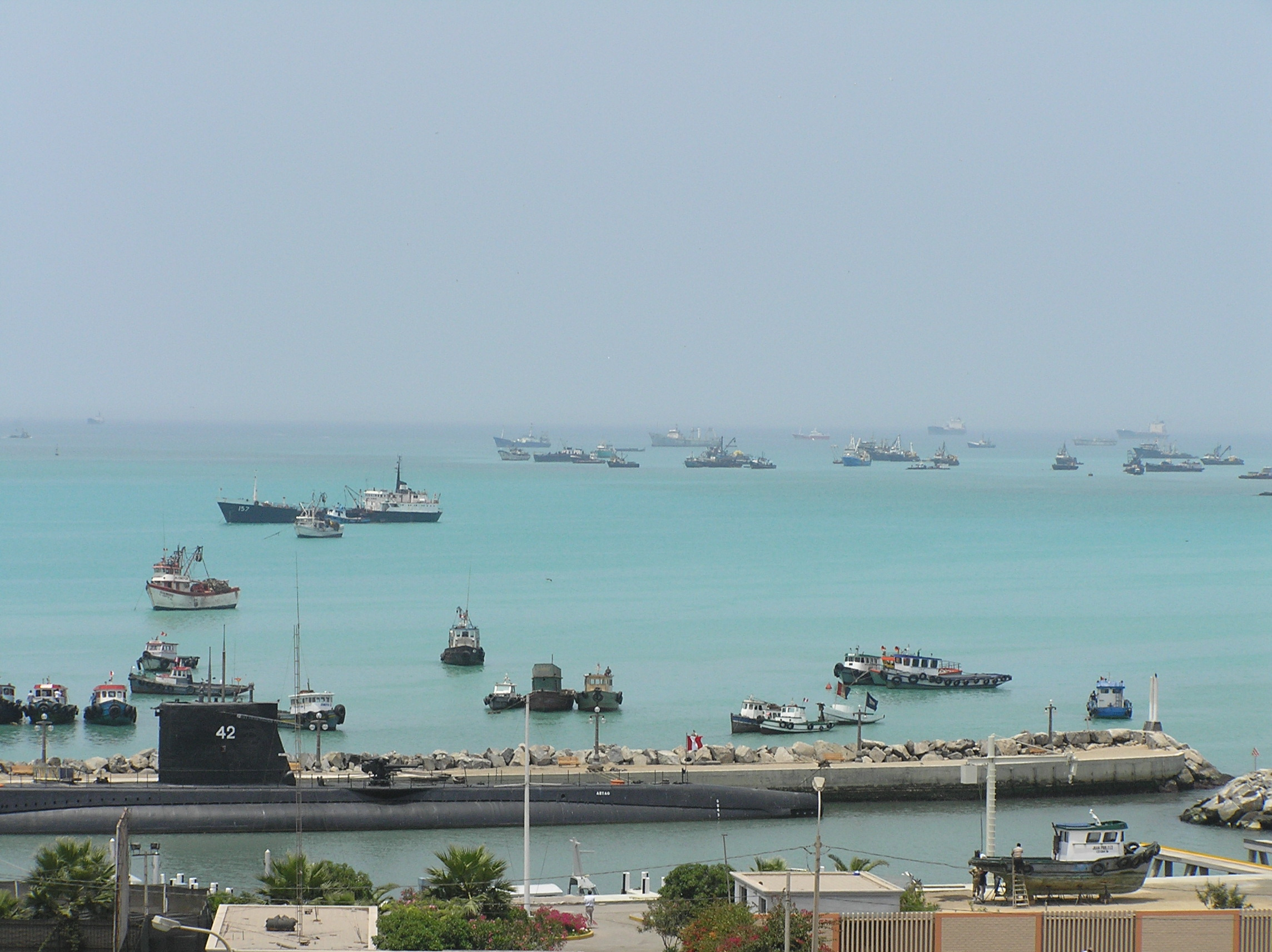
De haven van Callao

### Peru
Op 20 augustus 1836, tijdens de Confederatie van Peru en Bolivia kwam president Andrés de Santa Cruz met het mandaat voor de stichting van de Kustprovincie van Callao (Provincia Litoral del Callao), welke politiek zeggenschap had over interne zaken.
Tijdens de regeerperiode van president Ramón Castilla, kreeg Callao op 22 april 1857 de titel Constitutionele Provincie (Provincia Constitucional). De eerste burgemeester van de provincie was kolonel Manuel Cipriano Dulanto. Deze nieuwe naam had echter niet veel invloed op de status van Callao ten opzichte van andere provincies.
Van 1864 tot 1866 voerde Peru oorlog met Spanje over de Peruaanse Ballestaseilanden. Tijdens deze oorlog bombardeerde de Spaanse vloot onder leiding van admiraal Casto Méndez Núñez op 2 mei 1866 Callao.
Tegen 1949 stond Callao bekend als een van de grootste centra voor coca-producten en de handel in cocaïne. Als onderdeel van het decentralisatieproces van president Alejandro Toledo, werd in 2002 de regio Callao gesticht.

## Geografie
Callao is gebouwd op en rond een schiereiland, het district van La Punta. Voor de kust van de stad liggen enkele eilanden:
- San Lorenzo (militaire basis)
- El Frontón (voormalige gevangenis)
- Cavinzas
- Palominos

### Bestuurlijke indeling
Deze stad (ciudad) is identiek aan de provincie en bestaat dus uit zes districten:
- Bellavista (Callao)
- Callao (hoofdplaats van de provincie)
- Carmen de la Legua Reynoso
- La Perla
- La Punta
- Ventanilla

## Luchthaven
De Internationale Luchthaven Jorge Chávez (IATA: LIM, ICAO: SPIM), ook bekend in het Spaans als Aeropuerto Internacional Jorge Chávez, is een belangrijke luchthaven in Peru met binnenlandse en international bestemmingen. De luchthaven ligt op circa 11 kilometer van het historische centrum van de hoofdstad Lima. In 2011, maakten bijna 12 miljoen passagiers gebruik van de luchthaven en waren er 135.000 vliegtuigbewegingen. De verdeling van internationale en binnenlandse passagiers was min of meer gelijk verdeeld. Verder werd ongeveer 185.000 ton vracht verwerkt.

## Instellingen
Er is een grote marinebasis in Callao waar onder andere de leider van de Lichtend Pad-rebellenbeweging, Abimael Guzmán, en Vladimiro Montesinos, de oud-directeur van nationale veiligheid tijdens het Fujimori-bewind, gevangen zaten.
Ook de Sarita Colonia-gevangenis bevindt zich in Callao.
De stad is de zetel van het rooms-katholieke bisdom Callao.

## Sport
Meervoudig landskampioen Sport Boys Association en Academia Deportiva Cantolao zijn de belangrijkste voetbalclubs van Callao. Beide clubs komen momenteel (in 2018) uit in de Peruviaanse Primera División.

## Geboren
- Nolberto Solano (1974), voetballer
- Daniël Chavez (1988), voetballer
- Paolo Hurtado (1990), voetballer
- Yoshimar Yotún (1990), voetballer
- Kevin Ortega (1992), voetbalscheidsrechter
- Marcos López (1999), voetballer